# Нетупская, Любовь Алексеевна
Любо́вь Алексе́евна Нету́пская (урожд. Пудо́вкина; 26 ноября 1920, Владивосток, Приморская губерния, Дальневосточная республика — 6 декабря 2020, Гомель, Гомельская область, Республика Беларусь) — советская телеграфистка, старший сержант войск связи Красной армии, первой сообщившая о капитуляции Германии и победе в Великой Отечественной войне.

## Биография

### Ранние годы
Любовь Алексеевна Пудовкина родилась 26 ноября 1920 года во Владивостоке. По национальности — русская. Была третьим ребёнком в семье. В 1932 году вместе с родителями переехала в Ступино Московской области. Отец подвергся репрессиям и был расстрелян в 1937 году.
После окончания школы, в 1938 году поступила в Московский библиотечный институт на библиографический факультет. Во время учёбы была отличником боевой подготовки, удостоена значков «Будь готов к труду и обороне» и «Юный ворошиловский стрелок».

### Великая Отечественная война
На момент начала Великой Отечественной войны в 1941 году в возрасте 20 лет окончила третий курс института, который вскоре был эвакуирован в Среднюю Азию. Пудовкина осталась в Подмосковье и стала работать счетоводом. Неоднократно подавала заявления в военкомат с просьбой об отправке на фронт, но, как «дочь врага народа», постоянно получала отказы. Наконец, в апреле 1942 года в возрасте 21 года призвана Михневским райвоенкоматом в Красную армию. Была зачислена в роту бодисток 49-го отдельного запасного телеграфного батальона с женским составом, а после двух месяцев учёбы азбуке Бодо в школе в Сокольниках получила звание младшего сержанта и назначена командиром отделения. Как отличница, была оставлена в Сокольниках для обучения нового пополнения телеграфисток. Неоднократно просилась на фронт, но в войска связи действующей армии попала только через два года. Наконец, в июне 1944 года была переведена на службу в 66-й отдельный полк связи в штабе 1-го Белорусского фронта. Участвовала в освобождении Белоруссии, Польши и Германии.
2 мая 1945 года, в день взятия Берлина, вместе с первыми телеграфными группами вступила в город и, как старшая по аппаратной, отвечала за налаживание связи между наступавшими 5-й и 3-й ударными армиями и 2-й танковой армией. Вместе со связистками была размещена на одной из вилл в Потсдаме, пригороде Берлина. 8 мая в составе группы из трёх военнослужащих, вместе с ещё одной связисткой и механиком, обслуживала телеграфной связью церемонию подписания акта о капитуляции Германии в Карлсхорсте. Именно Пудовкина в ночь с 8 на 9 мая первой передала в Москву телеграмму о победе в Великой Отечественной войне. 12 октября того же года была награждена орденом Красной Звезды «за образцовое выполнение боевых заданий по своевременной, чёткой и без малейшего искажения передаче боевых приказов и проявленные при этом дисциплину, настойчивость и самоотверженность».

### Дальнейшая жизнь
Некоторое время продолжала служить в Потсдаме, а в октябре 1945 года демобилизовалась в звании старшего сержанта. Вернувшись в Москву, вышла замуж и взяла фамилию мужа, став Нетупской; родила единственного ребёнка — дочь Ларису. Вместе с мужем инженером объездила всю страну, долгое время они жили в Новокузнецке на ударной комсомольской стройке — строительстве Западно-Сибирского металлургического комбината, в Киргизии на строительстве Найманского водохранилища; в конце 1980-х годов, после смерти мужа, переехала в Гомель Белорусской ССР, где жила дочь с детьмиРаботала  в местном лицее лёгкой промышленности, откуда и ушла на заслуженный отдых в возрасте 73 лет. Имела внуков и правнуков. Навещалась представителями Гомельской городской и районной Администрации, депутатами местных Советов, работниками Центра социального обеспечения  и молодёжью, поздравлялась с днём рождения, который совпадал с днём освобождения Гомеля от немецко-фашистских захватчиков. 26 ноября 2020 года отпраздновала свой 100-летний юбилей.
Любовь Алексеевна Нетупская скончалась 6 декабря 2020 года в Гомеле на 101-м году жизни. О смерти сообщила её дочь Лариса. Похоронена в Добруше.

## Награды
Орден Отечественной войны II степени (1985 год), Орден Красной Звезды (1945 год), «За победу над Германией», медаль «За взятие Берлина», «За освобождение Варшавы», медаль Жукова, «Ветеран труда», другие медали, нагрудный знак «Отличный связист».